# Concile
 (novembre 2012).
Améliorez-le ou discutez des points à vérifier. 
 (novembre 2021).
Motif : Article sans source et aux affirmations incongrues ou orientées
Un concile (du latin concilium, « assemblée »), ou synode (du grec ancien sun-odos « chemin commun » ), est une assemblée d'évêques de l'Église catholique (latine ou non) ou orthodoxe. Il manifeste une dimension essentielle de toute Église chrétienne : la synodalité ou organisation hiérarchique du corps en vertu de laquelle les prélats chargés du gouvernement de chaque portion de l'Église (évêques) sont susceptibles de se réunir pour prendre l'ensemble des décisions qui engagent la foi et la discipline de tous sous l'autorité d'un primat.

## Définition
Dans l’Église catholique, il désigne la réunion de l’ensemble des évêques en communion avec l'évêque de Rome, le pape, et régulièrement convoqués en assemblée par lui. Un concile peut être « œcuménique », c’est-à-dire universel quand il réunit la totalité des évêques (c’était le cas des conciles d’avant le schisme d’Orient), « général » quand il réunit l’ensemble des évêques catholiques du monde (c’est le cas du concile Vatican II bien qu’on ait pris l’habitude de l’appeler « œcuménique »), national ou provincial.
Il s'agit donc d'une assemblée d'évêques qui établit les doctrines, les dogmes (concile œcuménique) et de discipline commune (conciles généraux et conciles particuliers). Une des formes de leurs décisions est le canon ou loi.

## Histoire et présentation générale
On distingue cinq sortes de conciles répartis en deux catégories principales : les conciles œcuméniques et les conciles particuliers.
- les conciles généraux sont les assemblées de tous les évêques appartenant à une même communion ecclésiale. En ce cas, œcuménique prend son sens premier et étymologique d'universalité. Il ne désigne pas toutes les Églises chrétiennes mais toutes les parties (évêques, fidèles, diocèses) d'un même ensemble ;
- les conciles particuliers où ne sont convoqués qu'une partie des évêques.

Parmi les conciles particuliers on distingue :
- les conciles nationaux ou pléniers, composés de tous les évêques d'un État ;
- les conciles régionaux (aussi pléniers), composés de tous les évêques de plusieurs provinces ecclésiastiques formant une région (actuellement par exemple en Italie).
- les conciles provinciaux, convoqués par un évêque métropolitain, où sont réunis les évêques d'une province ecclésiastique ;
- les synodes diocésains, convoqués par l'évêque du lieu.

Les conférences épiscopales ne sont ni des conciles, ni des synodes, mais des assemblées consultatives de prélats qui n'engagent que leurs participants et non toutes les communautés dont ils ont la charge.
Tout concile est convoqué par le supérieur de tous les évêques concernés (pape ou patriarche pour le concile œcuménique, métropolitain pour le concile provincial, etc.).
Lorsque le pouvoir ecclésiastique n'en avait pas les moyens, ou lorsque ceux-ci étaient exercés par l'État, spécialement lorsque l'Église était assimilée à un organisme étatique, les autorités civiles (empereur, roi, princes) ont tenté de se réserver le droit de convoquer les conciles. Toutefois, aucun concile ne peut édicter de loi sans l'approbation de l'autorité ecclésiastique qui le préside.
Le schisme de 1054 est la séparation entre l'Église d'Occident et l'Église d'Orient, traditionnellement placée en 1054, et appelée schisme d'Orient par les catholiques, et schisme d'Occident par les orthodoxes. À partir de cette date, l'œcuménicité des conciles n'est plus absolue ; elle est relative à l'ensemble des Églises en communion de foi avec l'autorité qui convoque le concile.

## Dans l'orthodoxie
Dans les Églises orthodoxes, le concile est l'instance qui décide pour l'ensemble des patriarcats de l'une ou l'autre Église. Il est dit œcuménique s'il est déclaré tel par le concile suivant (représentant ainsi l'opinion partagée par tous), ses décisions engagent alors toutes les églises qui le reconnaissent comme tel. C'est d'ailleurs la raison pour laquelle les orthodoxes ne reconnaissent pas le concile de Constantinople IV (879-880) comme œcuménique : il n'a été suivi d'aucun autre concile, certains proposent d'ailleurs de mettre à l'ordre du jour du prochain concile panorthodoxe la proclamation de l'œcuménicité de ce huitième concile.
Le mot russe sobor (en caractères cyrilliques : Собор), se traduit par concile ou synode, et peut désigner dans cette langue une fête religieuse chrétienne orthodoxe qui peut être celle d'un groupe de deux ou plusieurs saints ou archanges (comme le concile des neuf archanges) et non pas seulement une assemblée de représentants de l'Église comme dans le catholicisme.

## Dans le catholicisme
Pour les catholiques, l'autorité et la compétence du concile, en matière de doctrine ou de discipline, sont subordonnées aujourd'hui à celles du pape, lequel confirme puis promulgue les décrets conciliaires. Seul le pape convoque et dissout les conciles, qu'ils soient généraux, régionaux ou locaux. Le synode, qui n'a aujourd'hui qu'une autorité consultative (mais néanmoins écoutée par le pape), se distingue du concile œcuménique par un ordre du jour qui ne concerne qu'une zone géographique ou qu'une Église particulières et spécifiques.

### Rôle et tenue des conciles
Le premier concile universel intervient douze ans après que l'empereur romain Constantin Ier le Grand eut porté le christianisme au rang de religion autorisée. Constantin ressent alors la nécessité de convoquer un concile œcuménique chargé d'arbitrer le conflit entre Arius et Athanase. Ce premier concile œcuménique débute en 325.
À partir de 325, le concile, sauf cas de force majeure, est réuni tous les ans mais un concile peut durer plusieurs années. De ce fait, sur place, il donne lieu à la création d’un quartier ou village épiscopal. Les convocations se font d’un concile sur l’autre. Ces conciles se tiennent habituellement sur plusieurs années parce que les voyages peuvent durer plusieurs semaines, voire plusieurs mois, et que certaines questions théologiques (la Grâce, l’Incarnation, la Trinité, etc.) demandent des temps très longs de débats de réflexion.
Ils se tiennent au début sur le territoire de l’Empire romain puis sur le territoire des Empires romain et carolingien, amputé à partir de la conquête musulmane (post 632) du croissant allant de la Syrie à l’Algérie.

### Classement des conciles et synodes
Ce classement a longtemps donné lieu à discussions car les actes des conciles — acta en latin — n’étaient souvent pas datés ou datés a posteriori. Des travaux universitaires ont tenté de les répertorier rigoureusement, tels que la « Base d'Information Bibliographique en Patristique » de l’université Laval, Québec, publiée sous la direction du professeur René-Michel Roberge, qui constitue actuellement une des bases les plus complètes et les plus accessibles.

#### Liste des conciles jusqu'en 1054

##### Conciles généraux
Huit de ces conciles sont reconnus par l'Église catholique et par l'Église orthodoxe, sept sont qualifiés d’œcuméniques par cette dernière (liste des conciles œcuméniques).
1. 325 : Ier concile de Nicée, il condamne la gnose et l'arianisme (doctrine d'Arius). Adoption du Symbole de Nicée. Adoption de la consubstantialité du Père et du Fils. Fixation de la date de Pâques. Érection des sièges d'Alexandrie, de Rome et Antioche en éparchies, le siège de Jérusalem se voyant reconnaitre un privilège d'honneur[4]. Adoption du dogme de la trinité. Adopte divers canons disciplinaire.
2. 381 : Ier concile de Constantinople (Églises des deux conciles) contre la négation de la divinité du Saint-Esprit et contre les ariens. Adoptions de la consubstantialité de l'Esprit saint avec le Père et le Fils, du Symbole de Nicée-Constantinople. Attribue un siège patriarcal à Constantinople. Adopte divers canons disciplinaires.
3. 431 : Ier concile d'Éphèse (Églises des trois conciles) proclame Marie Mère de Dieu et condamne Nestorius. Proclame l'Unité de Personne en Jésus-Christ. Adoption du Symbole d'Éphèse en 433. Adopte divers canons disciplinaires.
4. 451 : concile de Chalcédoine condamne la doctrine d'Eutychès selon lequel le Christ n'aurait qu'une seule nature, divine - la nature humaine étant en quelque sorte absorbée par la nature divine, doctrine dite des monophysites. Au contraire, le concile affirme ses deux natures, divine et humaine en l'unique personne de Jésus-Christ. Adoptions du Symbole de Chalcédoine et de la Discipline des Sacrements. Condamne Dioscore et le second concile d'Éphèse. Adopte divers canons disciplinaire, Jérusalem érigée en patriarcat, Constantinople comme deuxième siège de la taxis après Rome.
5. 553 : IIe concile de Constantinople condamne les trois chapitres pour nestorianisme, condamne l'origénisme. Sans canons.
6. 680-681 : IIIe concile de Constantinople condamne le monothélisme. Les monothélites, disciples de Sergius, évêque de Constantinople, modifiaient, en partie, les idées d'Eutychès (voir supra) : ils enseignaient qu'il n'y a qu'une seule volonté de Jésus-Christ, la volonté divine qui absorbe et anéantit la volonté humaine. Sans canons.
7. 692 : concile in Trullo, dit aussi synode de Constantinople ou concile Quinisexte. Rajoute des canons en raison de l'absence de ceux ci aux 5e et 6e concile. Acceptée par l'Église orthodoxe, qui le considère comme partie intégrante du 6e concile œcuménique. Rejeté par le Pape Serge, mais accepté partiellement, avec des réserves sur les canons contraires à l'usage Romain, par les papes Adrien puis Jean 8.
8. 787 : IIe concile de Nicée (Églises des sept conciles) condamne l'iconoclasme. Il autorise et précise le culte des images (pas de l'image en elle-même, mais de ce qu'elle entend représenter). Adopte divers canons disciplinaire. Non reconnu par Rome jusqu'au concile de Constantinople de 879.
9. 869-870 : IVe concile de Constantinople, contre le schisme de Photius. Ce concile affirme que la Tradition est l'une des règles de foi. La trichotomie est condamnée (l'homme est composé d'un corps, d'une âme et d'un esprit) et la dichotomie est affirmée (l'homme est composé d'un corps et d'une âme). L'Église orthodoxe ne le reconnaît pas. L'Église catholique ne le reconnait que depuis le XIe siècle, remplaçant progressivement celui de 879.

##### Autres conciles (régionaux)
- 251 : concile de Carthage accepte la réconciliation des lapsi sous conditions (1993 CHPRZ). Déclare les baptêmes des hérétiques sans valeur.
- 252 : concile de Carthage simplifie les conditions de réadmissions des lapsi faisant preuve de grande pénitence
- 255 : concile de Carthage détermine que le clergé hérétique devrait être reçu dans l'église comme simple laïques
- 256 : concile de Carthage rejette la décision du Pape Stéphane concernant le baptême en dehors de l'église
- 256 : concile de Carthage déclare qu'il n'y a pas de sacrements en dehors de l'église
- 262 : concile de Rome condamne le modalisme.
- 264 : concile d'Antioche.
- 268 : concile d'Antioche condamne Malchion (en) et le malchionisme (1904 CHP/ 1917 CPR).
- 269 : concile d'Antioche condamne Paul de Samosate et sa théorie du logos impersonnel.
- 305-306 : concile d'Elvire sur le mariage des chrétiens, et sur le célibat des clercs. Interdit les hérétiques convertis de devenir membre du clergé
- 314 : Concile d'Ancyre (en), publication de textes canoniques, (de la) Nomination d'évêques ; Acta : « Canones XXV » (1994 CEHP), « Nomina episcoporum » (1993 CDPRZ). Condamne pour mensonge ceux ayant confessé le paganisme pendant les persécutions récentes. Établit des punitions canoniques pour ceux-ci.
- 314 : concile d'Arles ; tenu le 1er août 314, ce concile condamne le donatisme (1971 CDPR).
- 315 : concile de Néo-Césarée condamne certaines immoralités sexuelles. Met en place des qualifications nécessaires pour le clergé
- 325 : concile d'Antioche, sur la nomination des évêques (1993 CDPRZ).
- 340 ou 355 : concile de Gangres condamnant Eustathe de Sébaste. Condamne le jeune le Dimanche.
- 341 : concile d'Antioche, ou synode de la Dédicace, condamne le sabellianisme, affirme la prépondérance ecclésiastique des évêques métropolitains et invoque, pour la première fois, le recours au bras séculier en cas de schisme
- 344 (ou 343) : concile de Sardica en Illyrie[5] ; affirme la primauté du pontife romain et combat les ariens.
- 351 : concile de Sirmium, confirmation de la profession de 342 à Trèves, anathème contre Photin, évêque arien de Sirmium.
- 353 : concile d'Arles, condamnation d'Athanase, l’évêque d’Alexandrie ; convoqué par l'empereur Constance II, ce concile consacre la victoire temporaire de l'arianisme.
- 355 : concile de Milan ; à l'initiative de Constance II, nouvelle condamnation d'Athanase.
- 356 : concile de Béziers – Saturnin, évêque arien d'Arles, exile l'évêque Hilaire.
- 357 : concile de Sirmium, triomphe du parti radical arien.
- 358 : concile d'Ancyre, sous la direction de Basile d'Ancyre, de tendance homoiousienne, anathémise le parti arien[6].
- 359 : concile de Sirmium, à l'initiative de Constance II, compromis entre les anoméens et les homéens, appelé par dérision le credo daté.
- 359 : concile de Rimini. Les évêques de Vienne et de Narbonne suivent leur chef l'évêque d'Arles Saturnin à ce concile qui définit un dogme différent du Symbole de Nicée (dogme arien).
- 359 : concile de Séleucie.
- 359-360 : concile de Constantinople
- 361 : concile de Paris, condamne Saturnin d'Arles et l'arianisme.
- 362 : concile d'Alexandrie. Acta : « Epistula synodalis siue Tomus ad Antiochenos » (1979 CHPR).
- 364 : concile de Lampsaque, antiarien et homéousien.
- Entre 343 et 380 : concile de Laodicée : l'invocation de noms angéliques autres que ceux des trois archanges Michel, Gabriel et Raphaël est condamnée pour éviter les pratiques magiques et idolâtres ; la solennité du shabbat est transférée au dimanche.
- 374 : concile de Valence[7],[8] (CPL 1776c).
- 379 : concile d'Antioche, condamnation du symbolisme (1916 CP).
- 380 : concile de Saragosse, condamne le priscillianisme.
- 381 : concile d'Aquilée condamne les évêques ariens Pallade et Sécondien.
- 382 : concile de Rome condamne l'apollinarisme.
- 390 : concile de Carthage, définit les règles de nomination des évêques (1972 CHDPRZ).
- 394: concile de Constantinople, établit la règle de la nécessité de trois évêques pour en nommer un autre.
- 396 : concile de Nîmes, tenu le 1er octobre (CPL 1779).
- 401[9] : concile de Turin sur les conflits territoriaux et de préséance entre les évêchés d'Arles et Marseille.
- 403 : Concile du Chêne, dirigé contre Jean Chrysostome.
- 402 : concile de Milève pour la Numidie.
- 410 : Concile de Séleucie-Ctésiphon.
- 410 : concile de Carthage pour l'Afrique proconsulaire.
- 414 : concile de Jérusalem contre Pélage et la minimisation du rôle de la Grâce.
- 414 ou 415 : concile de Diospolis, contre Pélage et la minimisation du rôle de la Grâce.
- 415 : synode de Jérusalem.
- 416 : concile de Milève pour la Numidie.
- 416 : concile de Carthage.
- 418 : 16e concile de Carthage, pour l'Afrique proconsulaire et la Numidie. Condamne le pélagianisme
- 441 : premier concile d'Orange.
- 449 : Constantinople, condamnation d'Eutychès et de l'eutychianisme par Flavien
- 449 : deuxième concile d'Éphèse, aussi connu sous le nom de « Brigandage d'Éphèse » à la suite de l'annulation de ses actes au concile de Chalcédoine. Annule la condamnation d'Eutychès, condamne Flavien. Reconnu seulement par les monophysites (coptes, jacobites syriaques)
- 465 : concile de Vannes.
- 475 : troisième concile d'Éphèse, reconnu par les monophysites (coptes, jacobites syriaques), condamne Eutychès, Chalcédoine et le Tome de Léon
- 484 : concile de Beth Lapat.
- 486 : concile de Séleucie.
- 490-502 : concile d'Arles II. Actes : textes canoniques (1997 CDPRZ).
- 506 : concile d'Agde définit entre autres le rite selon lequel tout catholique doit recevoir la communion trois fois par an, à Pâques, à la Pentecôte et à Noël.
- 511 : concile d'Orléans.
- 516 : concile d'Agaune, modifia la règle jusqu'alors suivie dans le monastère Saint-Maurice d’Agaune.
- 517 : concile d'Épaone en Burgondie sur l'administration de l'Église.
- 529 : concile de Vaison.
- 529 : concile d'Orange, présidé par Césaire, ce concile condamne le semi-pélagianisme et donne une formulation théologique de la grâce telle qu'elle avait été prônée par Augustin, contre ceux qui, comme Jean Cassien, donnaient un rôle plus important au libre arbitre.
- 535 : concile de Clermont (Concilium Arvernense) (16 décrets), dont l'évêque sera librement élu par le clergé et le peuple, avec le consentement du métropolitain (archevêque) ; ce concile fustige les intrigues épiscopales et restreint les libertés des Juifs[10].
- 549 : le 28 octobre, le cinquième concile d'Orléans, réuni à l'initiative du roi de Paris Childebert Ier, exige du pape qu'il condamne les thèses d'un recueil favorable à Nestorius, insistant sur la nature humaine de Jésus. Il stipule un assentiment royal à l'élection des évêques.
- 550 : concile de Toul (contre les mariages incestueux).
- 551 : concile d'Eauze, tenu par les évêques de la Novempopulanie, et présidé par l'évêque métropolitain Aspais.
- 553 : concile de Paris convoqué par Childebert.
- 557 : concile de Paris.
- 561-563 : Ier concile de Braga.
- 571 : IIe concile de Braga.
- 573 : concile de Paris.
- 584 : second concile de Valence[11].
- 589 : IIIe concile de Tolède (Espagne wisigothique).
- 589 : concile de Narbonne : éradication du paganisme persistant (interdiction de la célébration du jeudi comme jour dédié à Jupiter et de la consultation des devins et sorciers) ; un article stipule que les diacres et prêtres doivent savoir lire.
- 614 : concile de Paris (15 décrets), dont l'évêque obtient la juridiction exclusive sur les clercs de son diocèse.
- 647-653 : concile de Chalon-sur-Saône.
- 649 : concile de Latran (Rome) condamne les monothélistes.
- 650 : concile de Rouen ; il impose des surveillants pour faire respecter le repos dominical.
- 694 : concile de Tolède (royaume wisigoth, en Hispanie).
- 754 : concile de Hiéreia I : condamne l'idolâtrie perçue du culte rendu aux images et reliques, officialise l'iconoclasme.
- 754 : concile de Quierzy-sur-Oise, convaincu par Chrodegang, Pépin le Bref y fait adopter la liturgie romaine et le chant romain[12].
- 755 : concile de Ver.
- 757 : concile de Compiègne.
- 765 : concile d'Attigny.
- 769 : concile de Latran (Rome).
- 794 : concile de Francfort (empire d'Occident carolingien) sur l'iconoclastie.
- 809 : concile d'Aix-la-Chapelle (empire d'Occident) ajoute le Filioque pour les Églises franques.
- 813 : concile de Tours, l'un des cinq conciles régionaux réunis par Charlemagne au mois de mai 813, avec ceux de Mayence, de Chalon, de Reims et d’Arles.
- 817 : concile d'Aix-la-Chapelle (empire d'Occident), précise la règle d'Aix (à partir de la règle de saint Chrodegang), un peu moins stricte au sujet de la pauvreté.
- 818-819 : second concile d'Aix-la-Chapelle. Dans les actes du concile : capitulaire civil, capitulaire ecclésiastique (Bor. no 138, manuscrits) ; instructions aux « missi » impériaux (1954 CDHMP).
- 835 : concile de Thionville.
- 843 : concile de Germigny.
- 855 : troisième concile de Valence.
- 859 : concile de Langres.
- 861 : concile Prime-second (Constantinople), publie 17 canons
- 862 : concile de Širakawan (Églises arménienne, byzantine et jacobite).
- 863 : Rome, Nicolas excommunie Photius, affirme sa juridiction du la Sicile
- 864 : concile de Pitres, le 20 juin.
- 866 : premier concile de Soissons.
- 867 : Constantinople, Photius excommunie Nicolas en retour. Légifère sur le territoire canonique de Rome et Constantinople, condamne Nicolas pour son suprématisme papal
- 878 : premier concile de Troyes
- 879-880 : IVe concile de Constantinople reconnu par l'Église orthodoxe, et par l'Église Catholique (Jean 8) jusqu'au schisme, après lequel l'Église catholique le remplace progressivement par celui de 869. Résolution du schisme Photien, réinstallation de Photius sur le siège patriarcal, condamnation du concile de 869, interdiction d'ajouter le Filioque au Symbole de Nicée-Constantinople.
- 879 : concile régional de Mantaille. Formation du royaume de Provence.
- 891 : concile de Meung-sur-Loire[13].
- 897 : concile cadavérique de Rome.
- 909 - 928 : conciles de Trosly :
  - 909 : concile de Trosly (909), dans la province de Reims, les évêques proposent d'octroyer un territoire aux Vikings[réf. nécessaire].
  - 921 : concile de Trosly (921)
  - 924 : concile de Trosly (924)
  - 927 : concile de Trosly (927)
  - 928 : concile de Trosly (928)
- 994 : Premier concile d'Anse.
- 989 : concile de Charroux (Vienne).
- 1041 : concile de Nice, institution de la trêve de Dieu.
- 1046 : concile de Sutri (Italie).
- 1049 : concile de Reims.

#### Conciles de l’Église catholique à partir de 1054

##### Conciles généraux
Les conciles ci-dessous réunissent, en plus des seuls évêques catholiques, les généraux des ordres monastiques, les princes et des universitaires ; tant d'Occident que d'Orient — l'Église catholique englobe l'Occident mais le dépasse tout autant, nombre d'Églises d'Orient étant unies à Rome sans être pour autant de rite latin. Les décrets de ces conciles œcuméniques ne sont actuellement reconnus que par l'Église catholique.
1. 1123 : Ier concile du Latran, ratification du concordat de Worms, maintien de la trêve de Dieu, octroi d'indulgences aux croisés, canonisation de Conrad de Constance.
2. 1130 : concile de Clermont. Il condamne la pratique du tournoi.
3. 1139 : IIe concile du Latran.
4. 1179 : IIIe concile du Latran définit les règles pour les élections pontificales.
5. 1184 : concile de Vérone excommunie les vaudois.
6. 1215 : IVe concile du Latran condamne les vaudois et les Albigeois (cathares), décrète sur la confession, la communion, le mariage et la hiérarchie des sièges patriarcaux.
7. 1245 : Ier concile de Lyon, réforme les règles d'élection des évêques.
8. 1274 : IIe concile de Lyon, réforme les règles d'élection du pape.
9. 1311-1312 : concile de Vienne condamne des bégards et des béguines.
10. 1414-1418 : concile de Constance, fin du grand schisme d'Occident qui débuta en 1378 ; à l'ouverture du concile, trois papes se disputent le Saint-Siège.
11. 1431-1442 : concile de Bâle affirme explicitement l'autorité des conciles sur le pape — le conciliarisme, et de ce fait n'est pas compté comme œcuménique ; il fut continué à Ferrare 1438 et à Florence (1439-1445).
12. 1512-1517 : Ve concile du Latran – schisme luthérien (1520) – schisme anglican (1534) condamne la supériorité du concile sur le pape et réaffirme, par la bulle Æternus Pastor, la supériorité du pape.
13. 1545-1563 : concile de Trente définit la foi catholique sur les points niés par le protestantisme et entreprend une réforme radicale du fonctionnement de l'Église. Il fixe la doctrine sur le nombre et la nature des sacrements, réorganise l'Église autour du prêtre et renforce la primauté du pape.
14. 1869-1870 : Ier concile du Vatican, explicite le rapport entre foi et raison (Dei Filius) et définit le dogme de l'infaillibilité pontificale (Pastor æternus). Interrompu par la prise de Rome.
15. 1962-1965 : IIe concile du Vatican.

##### Autres conciles
- 1059 : concile de Rome sur la présence réelle et contre Béranger de Tours.
- 1080 : concile d’Avignon, qui révoque l’archevêque d’Arles Aicard, et nomme officiellement Gibelin sur ce diocèse. Gibelin est consacré par le pape.
- 1082 : concile de Meaux[14].
- 1087 : concile de Bénévent.
- 1095 : concile de Plaisance.
- 1095 : concile de Clermont, prédication de la première croisade par le pape Urbain II.
- 1107 : deuxième concile de Troyes (France) sur les investitures.
- 1121 : deuxième concile de Soissons. Condamne Abélard.
- 1129 : troisième concile de Troyes.
- 1229 : concile de Toulouse, interdiction de lire la Bible[15] ou d'en posséder une dans la langue vernaculaire et de la traduire à partir du latin dans la langue vernaculaire.
- 1140 : concile de Sens (France) condamnation d'Abélard à l'instigation de saint Bernard.
- 1140 : concile de Dieulouard (Lorraine).
- 1160 : concile de Pavie (Italie) sur la succession d'Adrien IV.
- 1227 : concile de Narbonne.
- 1252 : concile de Sens, tenu à Paris[16].
- 1253 : concile de Paris (novembre). À la suite du meurtre du chantre de l'église de Chartres, le clergé de la cathédrale de Chartres est transféré à Mantes[16].
- 1255 : concile de Paris. Sentence contre les meurtriers du chantre de l'église de Chartres[16].
- 1256 : concile de Paris. Débat sur les clercs chartrains mêlés au meurtre du chantre[16].
- 1274 : concile de Lyon.
- 1311 : concile de Vienne.
- 1326 : concile de Saint-Ruf près d'Avignon ; il est présidé par le camérier de Jean XXII, Gasbert de Valle, archevêque d'Arles.
- 1337 : nouveau concile de Saint-Ruf près d'Avignon ; il est présidé à nouveau par le camérier de Jean XXII, Gasbert de Valle, archevêque d'Arles.
- 1347 : concile de Sens, 14 mars 1346[17].
- 1409 : concile de Pise (Italie) — convoqué pour tenter de régler le sérieux problème du grand schisme d'Occident.
- 1414-1418 : concile de Constance — résout la crise sus-nommée.
- 1423 : concile de Pavie (Italie).
- 1431-1449 : concile de Bâle (Suisse).
- 1551 : concile de Lima (Pérou) — convoqué par l'archevêque Jerónimo de Loayza.
- 1567 : concile de Lima (Pérou) — convoqué par l'archevêque Jerónimo de Loayza.
- 1583 : concile de Lima (Pérou) — convoqué par l'archevêque saint Turibe de Mogrovejo.
- 1601 : concile de Lima (Pérou) — convoqué par l'archevêque saint Turibe de Mogrovejo.
- 1727 : concile d'Embrun, archevêché d'Embrun — convoqué par l'archevêque Pierre Guérin de Tencin pour déposer l'évêque Soanen.
- 1772 : concile de Lima (Pérou) — convoqué par l'archevêque Diego Antonio de Posada[18].
- 1797 : concile de Paris[19] (Église constitutionnelle).
- 1800 : concile de Rouen (Église constitutionnelle).
- 1801 : concile de Paris[19] (Église constitutionnelle).
- 1811 : concile de Paris.

#### Conciles de l’Église orthodoxe à partir de 1054
Ces conciles ne sont pas tous reçu universellement, ni ont une autorité semblable aux conciles œcuméniques, à l'exception du neuvième concile œcuménique (cinquième concile de Constantinople)
- 1082 : concile de Constantinople. Condamne Jean Italos et différentes idées issue de l'hellénisme.
- 1157 : concile des Blachernes. Condamne Nicéphore Basilakès et Sotérichos Panteugénos. Clarifie certains détails christologiques et liturgiques.
- 1166 : concile de Constantinople. Réaffirme la monarchie du Père, condamne l'interprétation de « mon père est plus grand que moi » par la nature humaine du Christ.
- 1285 : concile de Constantinople. Condamne Jean XI Vekkos et l'union de Lyon. Clarifie la pneumatologie et publie le Synodicon du Saint-Esprit.
- 1341, 1349 et 1351 : conciles palamites (neuvième concile œcuménique, cinquième à Constantinople). Condamnent le barlaamisme et ses partisans (Barlaam le Calabrais, Grégoire Akindynos). Affirme la théologie de Grégoire Palamas : la distinction essence/énergie, la grâce incréée, l'hésychasme.
- 1450 : concile de Constantinople, organisé par les patriarches de Jérusalem, Antioche et Alexandrie, condamne l'union de Florence.
- 1484 : concile de Constantinople, condamne de nouveau l'union de Florence, annule sa proclamation en 1452 à Constantinople par Isidore de Kiev.
- 1583 : concile de Jérusalem, condamne plusieurs innovations latines.
- 1642 : concile de Iași, contre le protestantisme, réaffirme la canonicité de divers livres de la Bible, accepte une version révisée de la Confession de Pierre Movilă.
- 1672 : concile de Jérusalem, condamne Cyrille Loukaris et le calvinisme, la justification par la foi seule, et réaffirme la canonicité de divers livres de la Bible.
- 1722 : concile de Constantinople, condamne la doctrine du purgatoire.
- 1727 : concile de Constantinople, sur l'eucharistie, condamne la communion par une seule espèce et l'utilisation de pain azyme.
- 1755 : concile de Constantinople, affirme que les catholiques et les protestants n'ont pas de sacrements et doivent être reçus par le baptême.
- 1819 : concile de Constantinople, affirme les opinions des moines Kollyvades sur la réception fréquente de l'eucharistie et l'expérience mystique de la connaissance de Dieu.
- 1872 : concile de Constantinople, condamne l'ethnophylétisme (racisme), le fait d'organiser l'Église selon des critères ethniques.
- 1895 : concile de Constantinople, aboutit à la publication de l'encyclique des patriarches orientaux de 1895.
- 1923 : congrès de Constantinople, conduit à l'adoption du calendrier julien révisé par certaines Églises. Maintient le Paschalion ancien.
- 2016 : concile de Crête, réaffirme divers dogmes face à la modernité.

### Sources
- Jean Lebeuf, Mémoire concernant l’histoire ecclésiastique et civile d’Auxerre, vol. 1, Auxerre, Perriquet, 1743, 886 p. (lire en ligne).
- Jacques Lelong, Bibliotheque historique de la France, vol. 5, impr. Veuve Hérisson, 1778, 775 p. (lire en ligne), p. 91. Liste chronologique de tous les documents suivants : chroniques, histoires générales, histoires des rois, vies des personnes notables (État et Église), actes de conciles généraux ou locaux, de synodes diocésains, et les états généraux du Royaume, depuis le commencement de l'ère chrétienne jusqu'à Louis XVI.

#### Textes des conciles
- Histoire des conciles, d'après les documents originaux, traduction de la 2e éd. allemande de Karl Joseph von Hefele, avec corrections et additions, 9 volumes, 1907 à 1931 ([lire en ligne]. Bibliothèque numérique de l'université de l'Illinois à Urbana-Champaign).
- conciles œcuméniques reconnus par l'Église catholique :
  - Sacrosancta concilia, éd. par Philippe Labbe et Gabriel Cossart, Paris, 1671-1673, 17 vol. ; nouv. éd. par N. Coleti, Venise, 1728-1733, 23 vol.
  - Sacrorum conciliorum nova et amplissima collectio, éd. par Giovanni Domenico Mansi, Florence et Venise, 1759-1789, 31 vol. (critique) ; nouv. éd. par J.-B. Martin and L. Petit, Paris, 1899-1927, 53 tomes ([lire en ligne]) ; reprint, Graz, 1960-1962, 59 vol.
- Giuseppe Alberigo et al., Les conciles œcuméniques, 2 : Les décrets, trad. A. Duval et al., Paris, 1994 [1re éd. ital., 1990], 2 vol. (Le Magistère de l'Église).

#### Conciles particuliers
Gaule
- Concilia Galliæ. A. 314 - A. 506, éd. par Charles Munier, Turnhout, 1963 (Corpus Christianorum, Series Latina, 148).
- conciles gaulois du IVe siècle, éd. par Jean Gaudemet, Paris, 1977 (Sources chrétiennes, 241).
- Concilia Galliæ. A. 511 - A. 695, éd. par Carlo de Clercq, Turnhout, 1963 (Corpus Christianorum, Series Latina, 148A).
- Les canons des conciles mérovingiens (VIe-VIIe siècles), éd. par Jean Gaudemet et Brigitte Basdevant, Paris, 1989, 2 vol. (Sources chrétiennes, 353 et 354).

Germanie
Dans la série Monumenta Germaniæ Historica [Leges]. Concilia :
- Concilia ævi Merovingici [511-695], éd. par Friedrich Maassen, Hanovre, 1893 (MGH. Concilia, 1).
- Concilia ævi Karolini [742-842], éd. par Albert Werminghoff., Hanovre, 1906-1908, 2 vol. (MGH. Concilia, 2).
- Libri Carolini, éd. par Hubert Bastgen, 1924 ; nouv. éd. Opus Caroli regis contra synodum (Libri Carolini), éd. par Ann Freeman avec Paul Meyvaert, 1998 (MGH. Concilia, 2. Suppl., 1).
- Die Konzilien der karolingischen Teilreiche, 843-859 (Concilia aevi Karolini DCCCXLIII-DCCCLIX), éd. par Wilfried Hartmann, Hanovre, 1984 (MGH. Concilia, 3).
- Hinkmar von Reims, De divortio Lotharii regis et Theutbergæ reginæ, éd. par Letha Böhringer, Hanovre, 1992 (MGH. Concilia, 4. Suppl., 1).
- Die Konzilien Deutschlands und Reichsitaliens 916-1001 (Concilia ævi Saxonici DCCCCXVI-MI), éd. par Ernst-Dieter Hehl avec Horst Fuhrmann et Carlo Servatius, Hanovre, 1987-2007, 2 vol. (MGH. Concilia, 6).

Autres conciles et synodes nationaux
- André Artonne, Répertoire des statuts synodaux des diocèses de l'ancienne France, Paris, 1963.
- Les statuts synodaux français du XIIIe siècle, Paris, 1971-1988, 3 vol. : Odette Pontal, Les statuts de Paris et le synodal de l'Ouest (XIIIe siècle), Paris, 1971 ; Odette Pontal, Les statuts de 1230-1260, Paris, 1983 ; Joseph Avril, Les statuts synodaux angévins de la seconde moitié du XIIIe siècle, Paris, 1988.
- Councils and Synods, with other Documents related to the English Church, I (871-1204), éd. par Dorothy Whitelock, Martin Brett et Christopher Brooke, Oxford, 1981, 2 vol.

#### Études
- Sur l'Antiquité tardive :
  - Ramsay MacMullen, Voter pour définir Dieu : trois siècles de conciles (253-553), Paris, Les Belles Lettres, 2008.
- À propos des conciles reconnus par l'Église byzantine :
  - Aristeides Papadakis et Anthony Cutler, « Councils », dans (en) Alexander Kazhdan (dir.), Oxford Dictionary of Byzantium, t. 1, New York et Oxford, Oxford University Press, 1991, 1re éd., 3 tom. (ISBN 978-0-19-504652-6 et 0-19-504652-8, LCCN 90023208), p. 540-543.
- À propos des conciles reconnus par l'Église catholique :
  - R. Minnerath, Histoire des conciles, Paris, PUF, coll. « Que sais-je ? », 1996.
  - Giuseppe Alberigo et al., Les conciles œcuméniques, 1 : L'histoire, trad. J. Mignon, Paris, 1994 [1re éd. ital., 1990] (Le Magistère de l'Église).
  - F. Dvornik, Histoire des conciles, de Nicée à Vatican II, Paris, Seuil, 1962.
- Documents en ligne :
  - Marie-Nicolas Bouillet  et Alexis Chassang (dir.), « Concile » dans Dictionnaire universel d’histoire et de géographie, 1878 (lire sur Wikisource), p. 445-446.
  - Adolphe Charles Peltier, Dictionnaire universel et complet des conciles : tant généraux que particuliers, des principaux synodes diocésains et des autres assemblées ecclésiastiques les plus remarquables, publ. par Jacques Paul Migne, Paris, 1846-1847, 2 vol. (Encyclopédie théologique, 13-14) ([lire en ligne]).
  - Louis Mas Latrie, Chronologie historique des papes, des conciles généraux et des conciles des Gaules et de France, Paris, P.H. Krabbe, 1836, 467 p. (lire en ligne).